# Dalea polystachya
Dalea polystachya är en ärtväxtart som först beskrevs av Sesse och José Mariano Mociño, och fick sitt nu gällande namn av Rupert Charles Barneby. Dalea polystachya ingår i släktet Dalea, och familjen ärtväxter. Inga underarter finns listade i Catalogue of Life.